# Franz Renner
Franz Renner (* vor 1450 in Heilbronn oder in Böckingen; † nach 1486) war ein deutscher Drucker von Inkunabeln, der in der zweiten Hälfte des 15. Jahrhunderts in Venedig tätig war. Die ihm zuordenbaren Drucke sind überwiegend theologisch-kirchlicher Natur.

## Leben
Renner war einer der vielen wandernden deutschen Buchdrucker aus der Frühzeit des Buchdrucks. Er entstammte der Heilbronner Familie Renner, die 1430 den Schöntaler Hof in Böckingen als Erblehen erhielt. Sein Vater war der vergleichsweise wohlhabende Heilbronner Schuhmacher Hans Renner, der spätestens 1483 starb. Franz Renner wandte sich nach Venedig, wo er von 1471 bis 1483 durch 46 Drucke nachgewiesen ist. In Venedig gehörte er der Bruderschaft der deutschen Schuhmacher an. In den 1472 erschienenen Fastenpredigten des Robertus Caracciolus de Licio nannte er sich im Kolophon den Alemannen Franciscus, der von Hailbrun kommt. Ab 1478 bezeichnete er sich als Franciscus Renner de Hailbrun. In Druckvermerken bezeichnet er sich außerdem als Magister, ohne dass etwas über seine Ausbildung bekannt wäre. Nachdem er 1471/72 wohl selbstständig war, erscheint er von 1473 bis 1477 zusammen mit Nikolaus von Frankfurt, danach mit Petrus von Bartua. Beide Kooperationspartner können wohl mehr als Geldgeber denn als Druckergehilfen angesprochen werden. Ab 1478 scheint Renner wieder selbstständig gewesen zu sein. Sein letztes in Venedig gedrucktes Werk war die dreibändige Biblia Latina cum postillis Nicolai de Lyra, erschienen von 1476 bis 1483. Im Jahr 1486 betätigte er sich nochmals als Verleger. Über sein weiteres Leben ist kaum etwas bekannt. In der älteren Literatur wird angegeben, dass Renner 1491 nach Nürnberg und 1494 nach Ulm gewechselt habe, doch gibt es dafür ebenso wenig Belege wie für die Behauptung, Renner sei noch 1516 Buchdrucker in Venedig gewesen. Ein nicht eindeutiger Eintrag in der Heilbronner Steuerstubenrechnung von 1487 lässt vielmehr darauf schließen, dass Renner in jenem Jahr bereits verstorben war.